# Замки України
За́мки Украї́ни — одні з найцікавіших пам'яток історії в Україні. За даними історика Сергія Трубчанінова, в Україні було понад 5000 пам'яток фортифікації, проте від більшості з них сьогодні немає й сліду. До нашого часу збереглося 116 твердинь — або лише їх руїн. Найбільше у Тернопільській області — 34.

## Функції замків

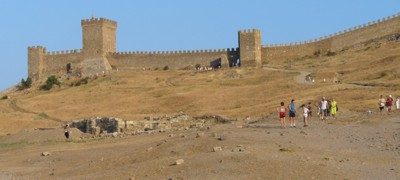
Генуезька фортеця

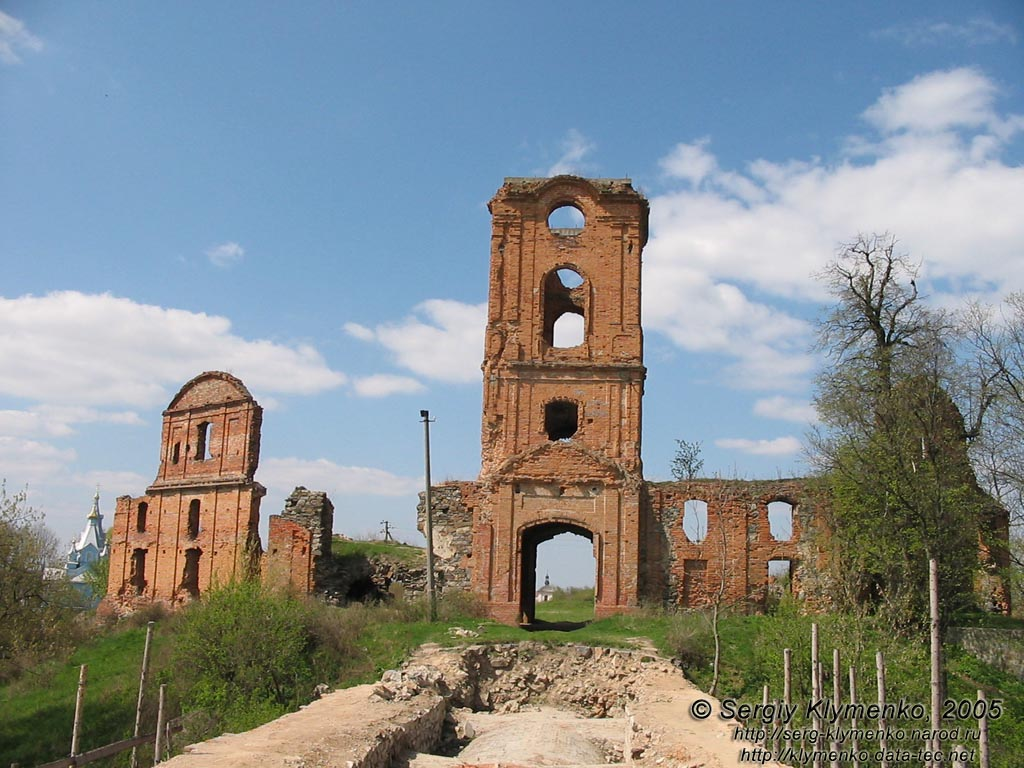
Корецький замок

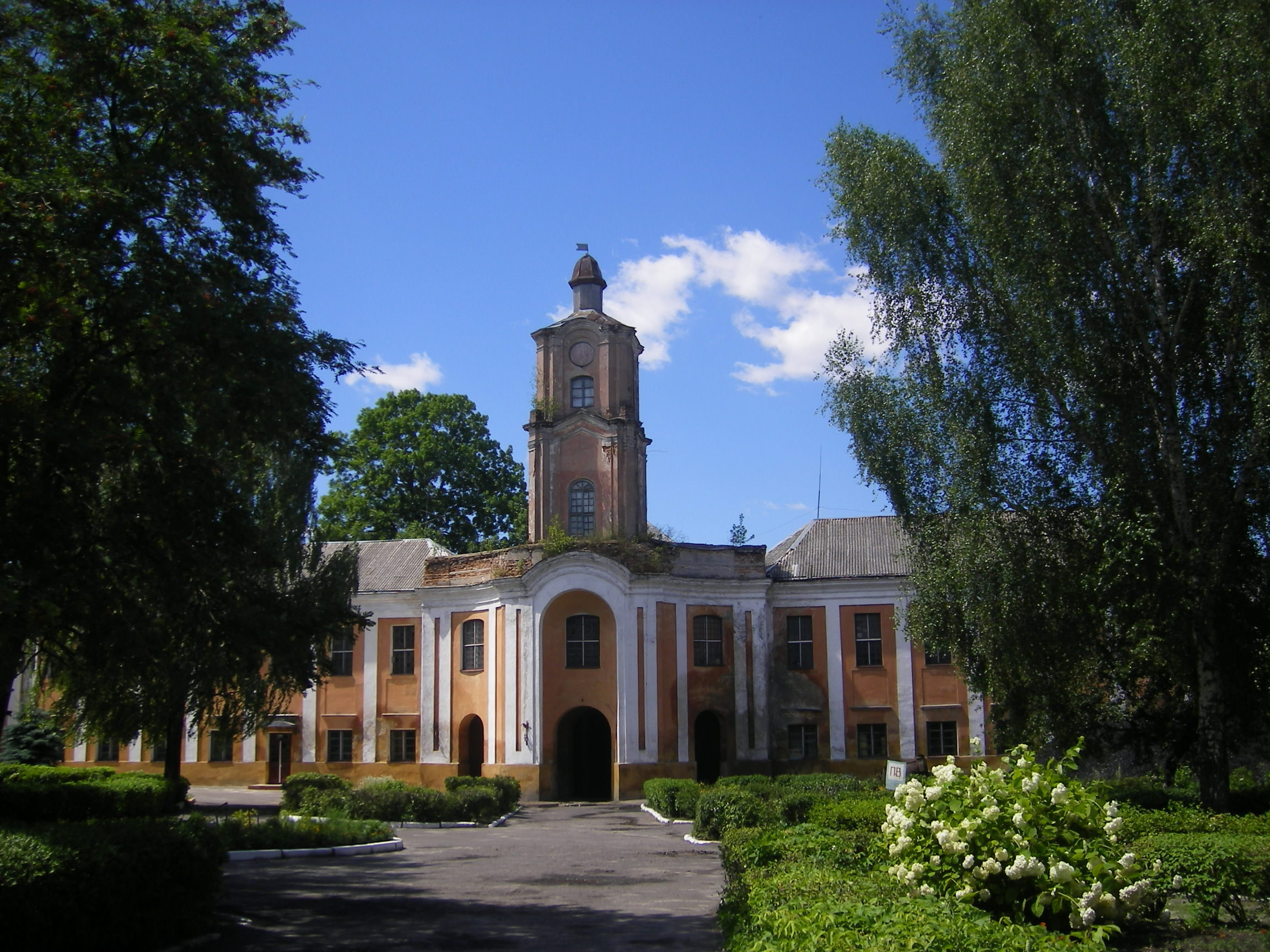
Замок (Олика)

Здавна замки мали дві головні функції
- захисну (оборонну)
- житлову (згодом — представницьку, репрезентативну).

На ранньому етапі замкового будівництва переважала захисна (оборонна) функція. До цього типу в Українських землях належать
- Аккерманська (Білгород-Дністровська) фортеця
- Кам'янець-Подільська фортеця
- Невицький замок
- Генуезька фортеця в місті Судак
- Олеський замок
- Барський замок тощо.

Проміжні позиції займають фортечні споруди, де захисні і житлові (представницькі) функції зрівнялися. Цей процес набув поширення із XVII століття. Тісний зв'язок обох функцій являють фортечні споруди з палацами на подвір'ї, це
- Бережанський замок
- Бродівський замок
- Збаразький замок
- Золочівський замок.

Виникають окремі зразки, коли фортечні споруди використовують як підмурки для розкішного палацу з садом бароко (Підгорецький замок — палац, збережений, Вишнівецький замок-палац з садом бароко, де сад і бастіони зникли, а палац значно перебудований).
Вже в XVII столітті виник замок, де житлові і представницькі функції переважали над захисними (Жовківський замок, резиденція короля Яна ІІІ Собеського, палац із садом бароко). В 18 столітті ця функція переважає у зв'язку із суттєвими змінами ведення війни й зменшенням оборонної функції замків. Виникають розкішні палацові споруди, на які лише переноситься назва «замок» через їх розташування на пагорбі з ровом, використанням башт, під'їздного мосту тощо. Найкращими зразками таких замків ΧVΙΙΙ століття в Україні є Корецький замок (суцільна руїна, потребує збереження і відновлення) і палац Санґушків у м. Ізяслав (руїни). Аналоги цього типу замків-палаців збережені в Польщі, Франції, Англії, Голландії, Чехії.
У XIX столітті починають будувати замки в історичних стилях, часто великі за розмірами, з розкішними інтер'єрами і використанням зовнішніх форм історичних замків. Це загальноєвропейський процес, наочною демонстрацією якого є побудова замків, наприклад, у Чехії (Глубока, Ледніце тощо), Словаччині (Жинкови, Бойніцє), Баварії (Ліндергоф, Нойшванштайн тощо).
До цього типу в Україні належать:

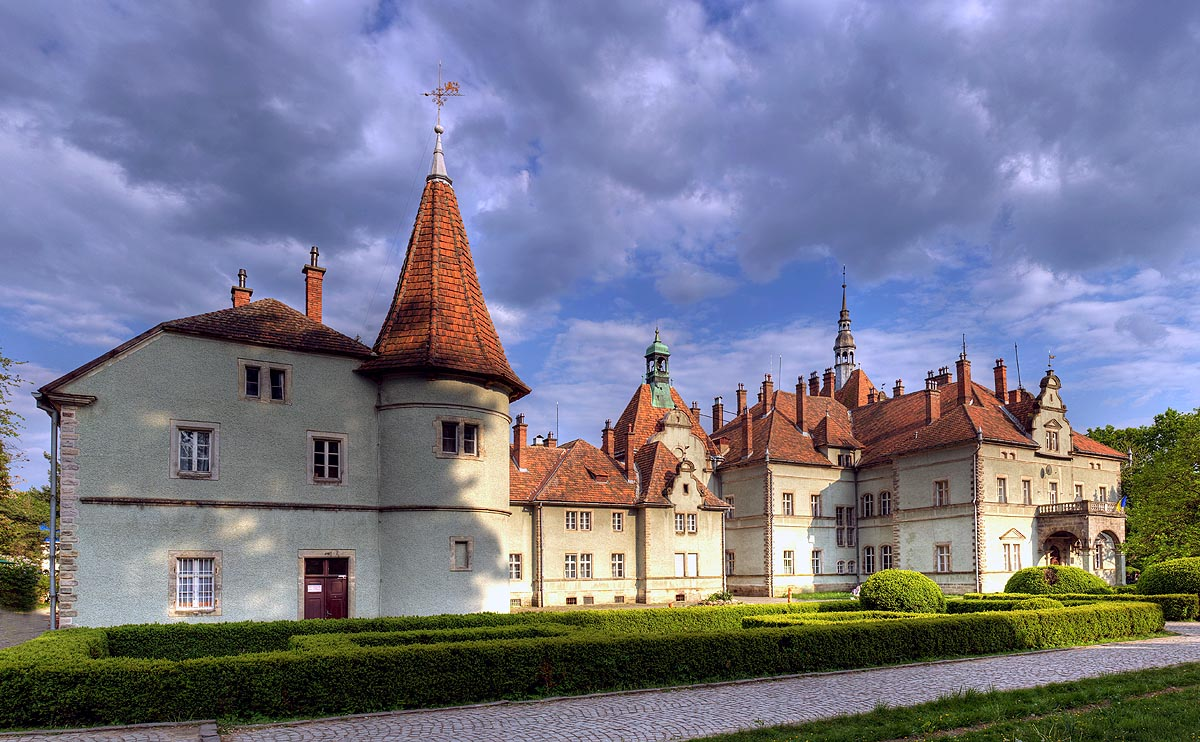
Замок Шенборн

- замок у місті Василівка (Садиба Попова), Запорізька область
- замок Даховських, село Леськове
- палац Шувалова
- Воронцовський палац (Алупка), Крим
- Палац Мсциховського, Луганська область
- садиба Сергія Кеніга, Шарівка, Харківська область.
- Палац графів Шенборнів

## Сучасний стан

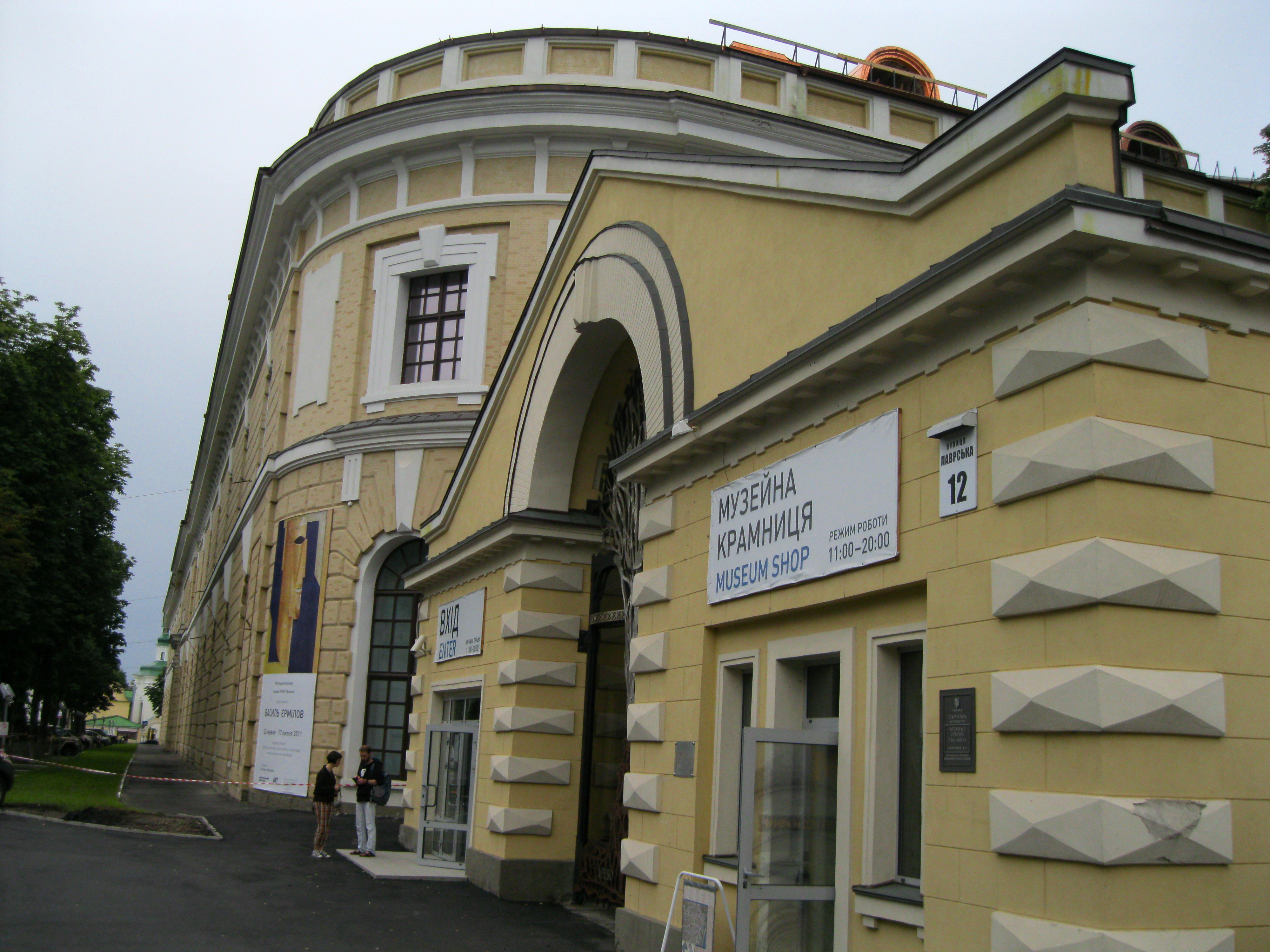
Арсенал, м. Київ.

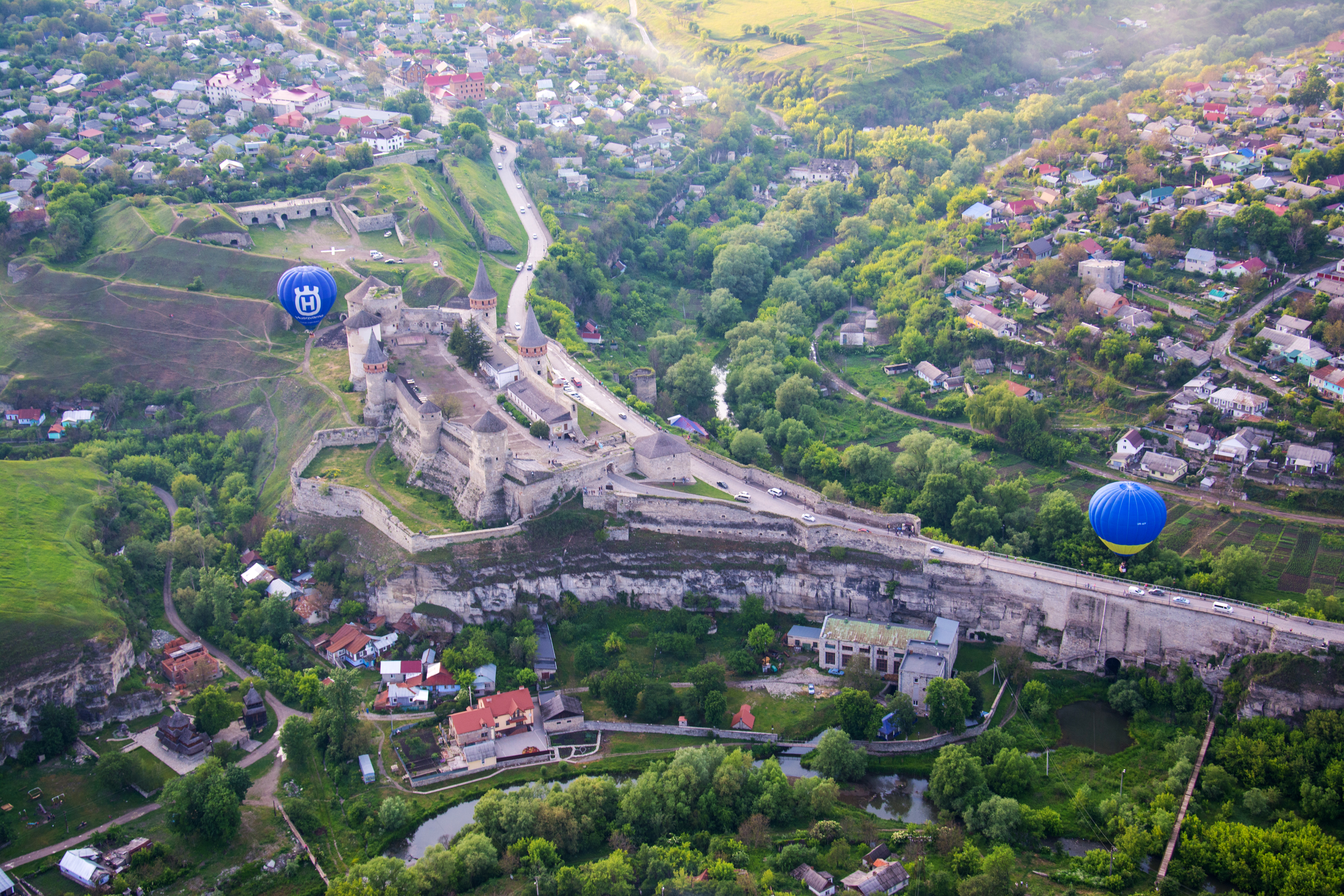
Кам'янець-Подільська фортеця вид з повітряної кулі 2016 рік, м. Кам'янець-Подільський.

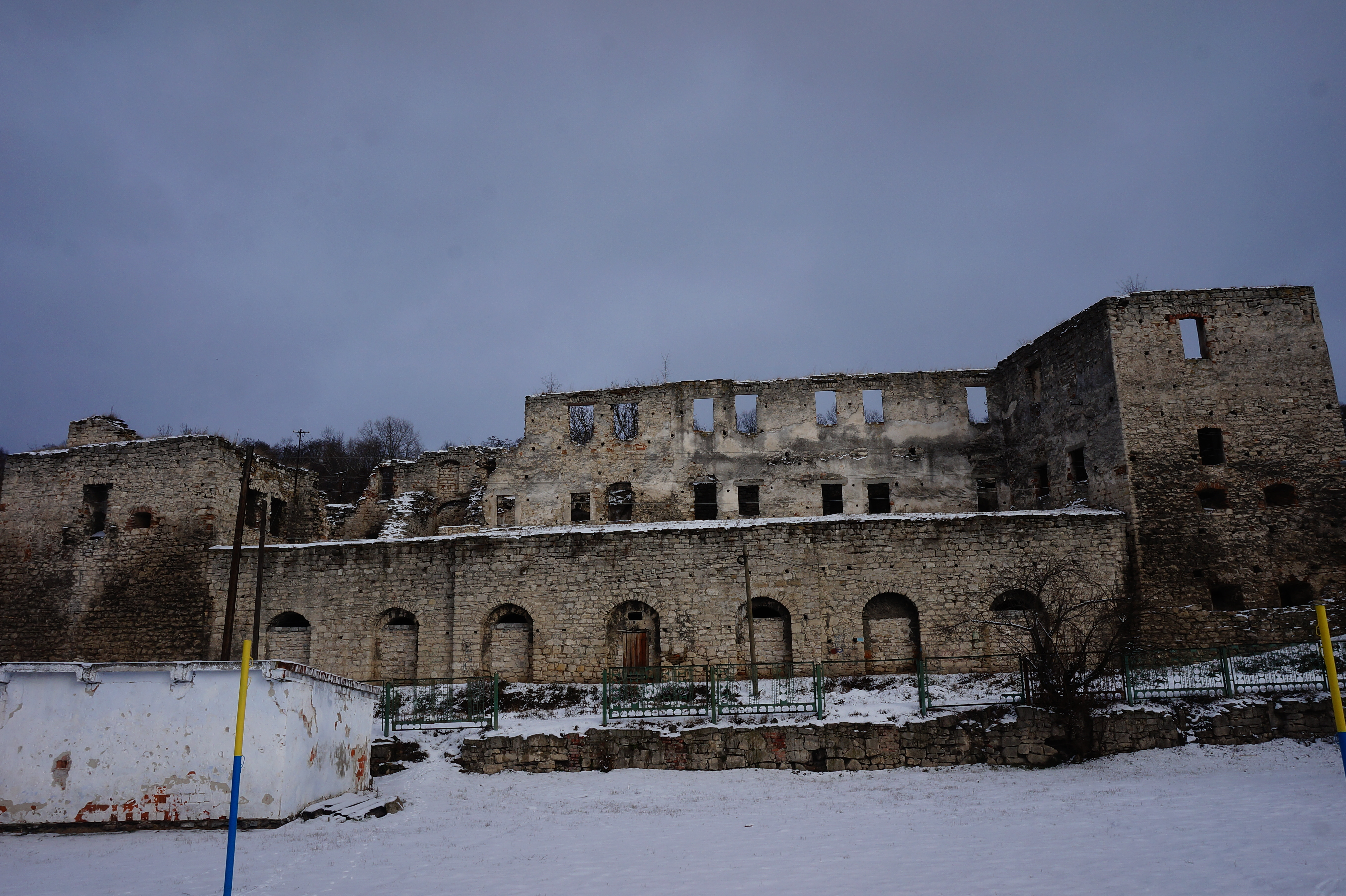
Чортківський замок, м. Чортків.

116 твердинь — або лише їх руїн — збереглося до нашого часу. Найбільше у Тернопільській області — 34. Найвідомішими є замки Кам'янця-Подільського, Хотина, Мукачевого, Кременця та інших міст на заході України.
До добре збережених та найбільших за розмірами фортечних споруд України належить Старий Арсенал, місто Київ, що став зразком урядової фундації під назвою Мистецький арсенал. Будівля розмірами 168×135 м зведена за проектом архітектора Йогана Міллера в стилі класицизм наприкінці XVIII століття.
Збереження пам'яток залежить не тільки від державних заходів, але й від рівня культури наших людей, часто байдужих до своєї історії. Необхідно припинити руйнування наших середньовічних замків, що є визначними пам'ятками європейської цивілізації, адже їх збереження може сприяти поверненню України до європейської спільноти, до якої вона завжди належала.
Колись Тернопільська область представляла біля сотні замків — зараз з них залишились лише 34, більшість з яких в руїнах. На Львівщині понад триста населених пунктів, у яких в певний період були збудовані об'єкти оборонного призначення. Велика частина із них не збереглася внаслідок воєнних дій, пожеж, природного і людського руйнування, а також в результаті постійних змін та перебудов.
За даними кандидата історичних наук Сергія Трубчанінова, вчені налічують в Україні понад 5 000 пам'яток фортифікації, проте від більшості з них сьогодні немає й сліду.

### Деякі існуючі замки
- Хотинська фортеця — фортеця XIII—XVIII століття в місті Хотин. Сьогодні на території фортеці розташований Державний історико-архітектурний заповідник «Хотинська фортеця». Одне із семи чудес України.
- Меджибізький замок — пам'ятка фортифікаційної архітектури XVI століття, виконана у стилі Ренесанс, що знаходиться у селищі Меджибіж. Фортеця внесена до Державного реєстру національного культурного надбання України.
- Золочівський замок — замок у місті Золочів. Музей-заповідник «Золочівський замок» — відділ Львівської галереї мистецтв, пам'ятка історії і культури національного значення.
- Старий замок або Тернопільський замок  — фортифікаційна споруда XVI століття в Тернополі, пам'ятка архітектури національного значення.

### Деякі замки-руїни
- Алустон — середньовічна візантійська фортеця на південному узбережжі Криму.
- Барський замок — фортифікаційна споруда у м. Бар.
- Буданівський замок — фортифікаційна споруда у селі Буданові. В 1956 р., відновлений комплекс запрацював як психіатрична лікарня на 300 ліжок. Вона функціонує тут досі.
- Бучацький замок — пам'ятка архітектури всеукраїнського значення, розташований у місті Бучач.
- Губківський замок — руїни фортеці поблизу с. Губків на правому березі річки Случ.
- Високий замок — замок, збудований під керівництвом короля Русі Лева на Замковій горі у Львові.
- Кременецький замок — фортифікаційна оборонна споруда в м. Кременець.
- Новомалинський замок — побудований у XIV ст., мав п'ять наріжних п'ятигранних башт, з'єднаних мурами, в'їзну браму і міст через рів.
- Сатанівський замок — фортифікаційна споруда в с. Сатанів. Пам'ятка містобудування та архітектури України національного значення.
- Скалатський замок — замок в містечку Скалат (Тернопільська область; не плутати із селом Старий Скалат). Розташований у південно-західній частині міста, у заплаві річки Гнилої.
- Токівський замок — пам'ятка архітектури місцевого значення, оборонна споруда у с. Токи.
- Полонська фортеця — оборонна фортифікаційна споруда, що існувала на території міста Полонного в X—XIX ст.
- Чортківський замок — фортифікаційна споруда у місті Чорткові. Служив резиденцією відомих українських магнатських родів Гольських та Потоцьких.
- Хустський замок — фортифікаційна споруда, що існувала в 11-18 століттях у м. Хуст.
- Язловецький замок — замок XIV—XVII століття у с. Язловець.

### Деякі втрачені замки

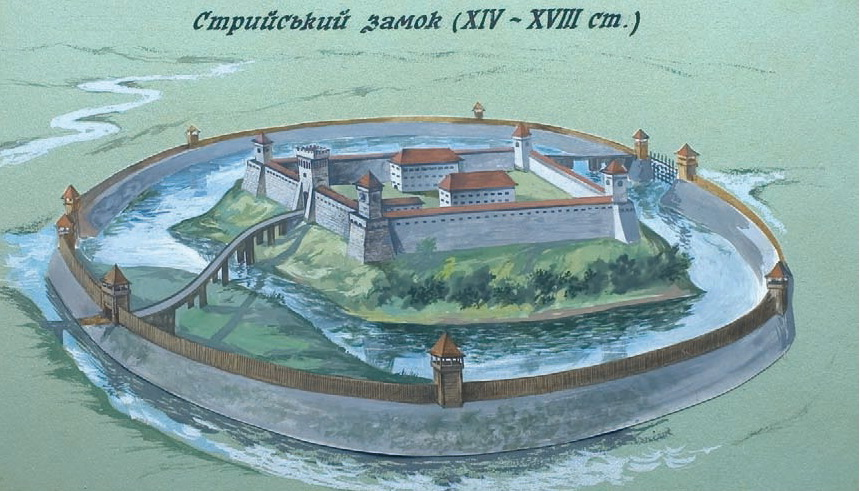
Стрийський замок (реконструкція)

- Гологірський замок — був один з найдавніших замків на Галичині, слугував як родинне гніздо родини Гологірських, знаходився біля с. Гологори
- Борецький замок
- Городенківський замок — середньовічна фортифікаційна споруда у Городенці, прикордонний замок Речі Посполитої. До нашого часу не зберігся.
- Звенигородський замок
- Рівненський замок
- Корсунський замок
- Стрийський замок — замок XIV — XVIII століття, що знаходився у місті Стрию, пізніше перетворений на палац, розібраний за Австро-Угорщини.
- Черкаський замок.

## Інші фортифікаційні споруди

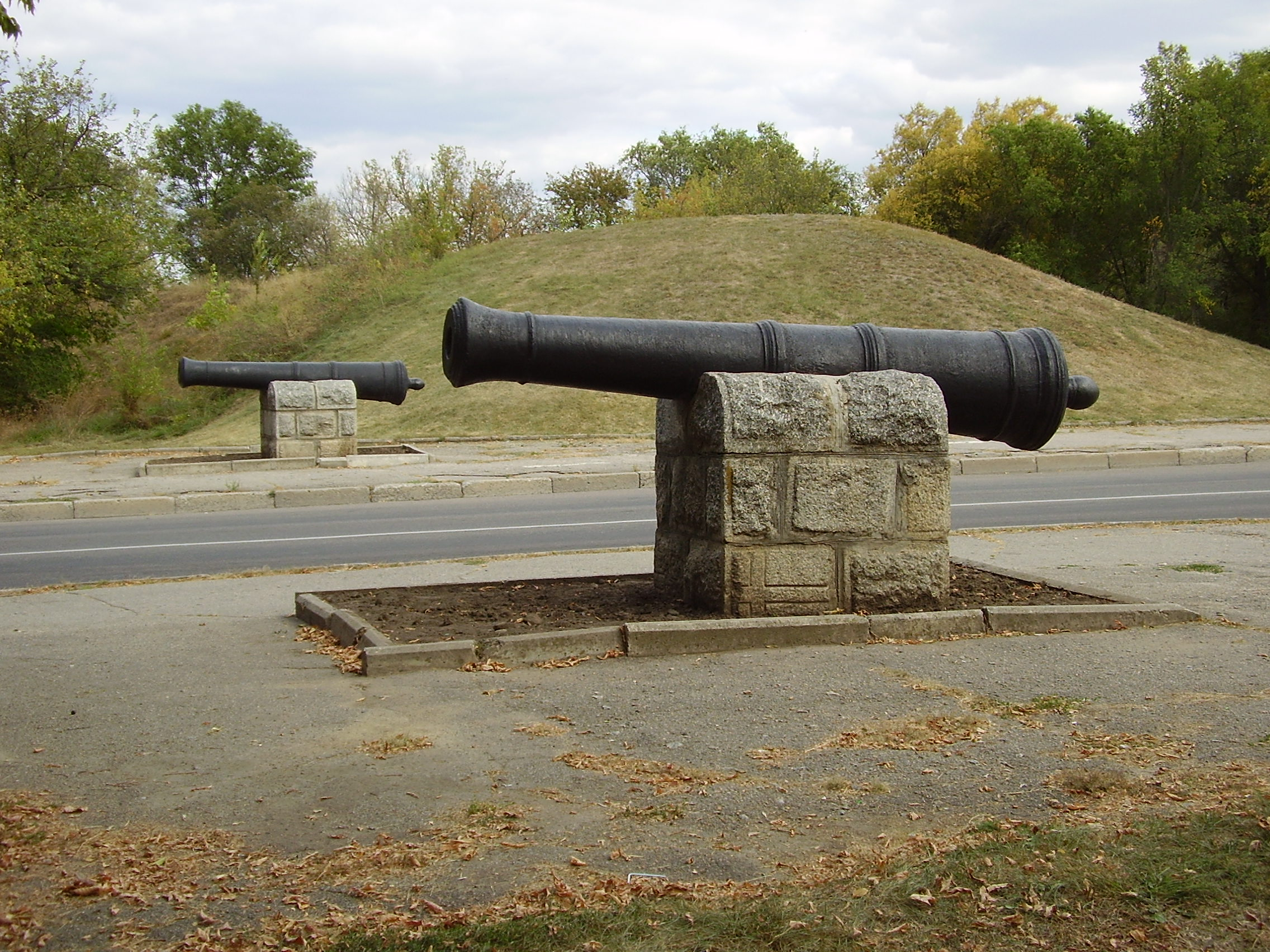
Гармати на в'їзді до Єлисаветинської фортеці

- Фортеця Святої Єлисавети (штерн-шанець). Станом на сьогодні у всій Європі збереглося не більше 10 фортець такого типу, також це єдине в Україні укріплення збудоване козаками що повністю збереглося до наших днів [5].
- Херсонська фортеця

### Фортеці що не зберелися
- Кременчуцька фортеця
- Кодацька фортеця
- Богородицька фортеця